# Niloufar Bayani
Niloufar Bayani (em persa: نیلوفر بیانی, nascida em 1986, no Irã) é uma pesquisadora e ativista iraniana em biologia da conservação da vida selvagem. Em 2019, ela foi condenada pelas autoridades iranianas por espionagem, em um julgamento a portas fechadas no Irã e recebeu uma sentença de 10 anos de prisão. Em 2022, ela foi indicada pela BBC como uma das 100 Mulheres mais inspiradoras do mundo.

## Infância e educação
Niloufar Bayani nasceu em 1986 na cidade de Teerã, capital do Irã. Ela completou seu bacharelado em Biologia em 2009 pela Universidade McGill, no Canadá, e também possui um Mestrado em Biologia da Conservação pela Universidade de Columbia, na cidade de Nova Iorque, nos Estados Unidos.

## Carreira
Após a formatura, entre 2012 e 2017, Niloufar Bayani trabalhou como consultora e assessora de projetos para o Programa das Nações Unidas para o Meio Ambiente (PNUMA).
No verão de 2017, ela ingressou na Persian Wildlife Heritage Foundation (PWHF), uma organização ambiental iraniana co-fundada por Kavous Seyed-Emami e outros ambientalistas iranianos. A PWHF é uma organização sem fins lucrativos supervisionada por um conselho de curadores e um conselho executivo cujos membros são versados em estratégias de conservação e gestão de recursos naturais. No Irã, Niloufar  trabalhou em projetos de vida selvagem, montando armadilhas fotográficas em sete províncias para monitorar o guepardo asiático, espécie criticamente ameaçada de extinção.

## Prisão
Niloufar Bayani foi presa em janeiro de 2018 pela Guarda Revolucionária Islâmica, acusada de espionagem. Outros detidos e encarcerados da PWHF incluíram Seyed-Emami, Amir Hossein Khaleghi, Abdolreza Kouhpayeh, Hooman Jokar, Morad Tahabaz, Sam Rajabi, Sepideh Kashani e Taher Ghadirian.
Em 2019, Niloufar Bayani escreveu uma carta aberta ao aiatolá Khamenei, descrevendo seu tratamento duro por seus interrogadores. Em 18 de fevereiro de 2020, a BBC Persia publicou cartas que Niloufar Bayani escreveu da prisão de Evin, nas quais ela detalhou as torturas que sofrera. De acordo com um relatório compilado pela BBC, ela foi separada e detida incomunicável por oito meses e seus interrogadores a torturaram e a ameaçaram de agressão sexual. Niloufar Bayani disse que seus interrogadores mostraram a ela uma foto de Seyed-Emami, cujo corpo foi encontrado em sua cela dois dias após sua prisão com oficiais alegando que ele havia cometido suicídio.
Em 2020, ela foi condenada sem advogado e apesar de suas reivindicações.

## Pressão internacional
Em 14 de março de 2019, o Parlamento Europeu adotou uma resolução na qual condenava as violações iranianas aos direitos humanos, liberdade de expressão, julgamento justo, liberdade de imprensa, liberdade de pensamento e liberdade de religião. Em particular, o documento faz referência ao caso de Niloufar Bayani e outros ambientalistas no ponto 14; exortando as autoridades iranianas a libertarem todos os indivíduos injustamente detidos nas suas prisões por alegadamente terem cometido crimes.
O Conselho de Direitos Humanos das Nações Unidas, em 28 de janeiro de 2020, publicou um Relatório sobre a situação dos direitos humanos no Irã, que expressa a preocupação do Relator Especial quanto à condição de respeito aos direitos humanos fundamentais. Um parágrafo do documento refere-se ao caso dos oito ambientalistas detidos, entre os quais Niloufar Bayani. Ela é acusada de "colaborar com o estado inimigo dos Estados Unidos" e também foi condenada a reembolsar a renda percebida como consultora e assessora de projetos do Programa das Nações Unidas para o Meio Ambiente (PNUMA), entre 2012 e 2017. O Relator convidou as autoridades iranianas a zelar pelo respeito ao trabalho desenvolvido pela comunidade científica em benefício do país iraniano.
Scholars at Risk (SAR) é uma rede internacional de instituições e indivíduos que promove a liberdade acadêmica e protege os acadêmicos de ameaças à liberdade acadêmica. A SAR tem apoiado Niloufar Bayani ativamente, inclusive enviando cartas a autoridades públicas no Irã, realizando seminários de defesa em universidades e conduzindo atividades online por meio de redes sociais.

## Reações iranianas
Após a revelação de Niloufar Bayani sobre o assédio sexual e psicológico dos interrogadores, o Ministério Público de Teerã negou as acusações, alegando que todos os procedimentos do interrogatório foram filmados e vinculou o assunto a acusações e ações planejadas na véspera da eleição. Alegou que o judiciário era sensível à dignidade dos réus, condenados e prisioneiros.
A revelação do comportamento dos interrogadores de inteligência a Niloufar Bayani foi amplamente divulgada nas redes sociais. Em uma declaração no Twitter, o ativista político reformista iraniano Mostafa Tajzadeh pediu a verdade no caso de Niloufar Bayani e a punição dos perpetradores da violência.